# Хрещатик (станція метро)
50°26′50″ пн. ш. 30°31′29″ сх. д. / 50.44726° пн. ш. 30.52483° сх. д.
«Хреща́тик» — станція Київського метрополітену. Розташована на Святошинсько-Броварській лінії між станціями «Театральна» і «Арсенальна». Відкрита 6 листопада 1960 року у складі першої черги будівництва. Назва — від центральної вулиці Києва.
Є частиною пересадкового вузла між Святошинсько-Броварською і Оболонсько-Теремківською лініями.
До станційних колій зі східного боку станції підходить службова сполучна гілка від Оболонсько-Теремківської та Сирецько-Печерської ліній.
З 1986 року станція має статус «пам'ятка архітектури місцевого значення», охоронний номер 169.
З 26 лютого по 20 грудня 2022 року внаслідок війни була закрита для пасажирів, поїзди минали без зупинки..

## Конструкція
Конструкція станції — пілонна трисклепінна з острівною платформою.
Колійний розвиток: 3-стрілочний оборотний тупик з боку станції «Арсенальна», що переходить у ССГ з Сирецько-Печерською та Оболонсько-Теремківською лініями.
Має три підземних зали — середній і два зали з посадочними платформами. Зали станції сполучені між собою чередою проходів-порталів, які чергуються з пілонами. Середній зал має два виходи. Західний вихід, відкритий 1960 року одночасно зі станцією, сполучений ескалаторним тунелем з тристрічковим одномаршевим ескалатором з наземним вестибюлем на вулиці Хрещатик. Побудований 1965 року східний ескалаторний нахил, обладнаний тристрічковим одномаршевим ескалатором, сполучається з проміжним вестибюлем, який розгалужується на 2 виходи: до вестибюля на вулиці Архітектора Городецького і до ескалаторного тунелю з тристрічковим одномаршевим ескалатором до наземного вестибюля на Інститутській вулиці.

## Оздоблення
Із огляду на те, що «Хрещатик» — центральна станція міста, автори звернулися до джерел українського мистецтва. Мармурові пілони мають яскраві вставки з майоліки. Поверх пілонів — карнизи із зображенням соняшника та кукурудзи. Розмальовувала стіни метро художниця-керамістка Людмила Мешкова.
В 1980-ті роки кахельне облицювання колійних стін станції було замінено мармуровим.

## Вестибюлі
Станція має три наземних вестибюлі. Перший вмонтований у будинок № 19-А по вулиці Хрещатик, другий (архітектори І. Л. Масленков, Ю. Б. Тягно) розташований по Інститутській вулиці, 6 , а третій улаштовано у будинок № 13 по вулиці Архітектора Городецького.
Поруч із вестибюлем по вулиці Хрещатик розташовані Центральний універмаг і Київська міська рада. Біля вестибюля по вулиці Архітектора Городецького розташовані Пасаж, Український театр ім. Івана Франка, поруч із яким є сходи, які ведуть до адміністрації Президента України і будинку з химерами. Вестибюль по Інститутській вулиці розташований поруч із готелем «Україна», Міжнародним центром культури «Жовтневий палац», Національним банком України, торговельним центром «Глобус» на майдані Незалежності.

## Пересадки
У залі станції розташовані шість проходів зі сходами, якими можна перейти до станції «Майдан Незалежності».
Три проходи (над платформою в бік станції «Театральна») з'єднані з ескалаторним тунелем з чотирьохстрічковими одномаршевими ескалаторами. Цей перехід в години пік працює лише у одному напрямку — зі станції «Майдан Незалежності» на «Хрещатик», в інший час — у двосторонньому режимі.
Ще три проходи (над платформою в бік станції «Арсенальна») з'єднані з пішохідним тунелем, перехід яким здійснюється у напрямку з «Хрещатика» на «Майдан Незалежності». Другий перехід був побудований 1986 року на додаток до першого, що не справлявся з пасажиропотоком. Біля входів на пересадку розміщені об'яви, які вказують час їх роботи, а також світлові (червоний/зелений) покажчики.

## Додаткові факти
Станція за роки існування зазнала чимало реконструкцій та перебудов. 6 листопада 1960 року її було відкрито з одним виходом у бік вулиці Хрещатик. На стіні у східному торці центрального залу розташовувався барельєф із зображенням герба УРСР.
Другий ескалаторний нахил з виходом у бік Інститутської вулиці розпочали будувати влітку 1960 року, а відкрили його 4 вересня 1965 року. При цьому центральний зал станції подовжили на 40 метрів.
Наприкінці травня 1970 року було відкрито третій вихід зі станції — із проміжного вестибюля другого ескалаторного нахилу на вулицю Архітектора Городецького.
У 1976 році архітектура станції зазнала чергової зміни — над платформою другої колії був побудований перехід на Оболонсько-Теремківську лінію, який був відкритий 17 грудня 1976 року. При цьому на станції було розкрито два прорізи між пілонами для проходу пасажирів. 3 грудня 1986 року був побудований другий перехід на Оболонсько-Теремківську лінію — тепер над платформою першої колії.
Наприкінці 1980-х років було проведено заміну облицювання колійних стін — кахельну плитку було замінено мармуром.

## Пасажиропотік
| Рік                           | 2009 | 2011 | 2012 | 2013 | 2014 | 2015 | 2016 | 2017 | 2018 |
| ----------------------------- | ---- | ---- | ---- | ---- | ---- | ---- | ---- | ---- | ---- |
| Пасажиропотік, тис. осіб/добу | 40,1 | 39,1 | 40,3 | 39,5 | 33,2 | 32,1 | 31,8 | 33,9 | 33,7 |

## Галерея

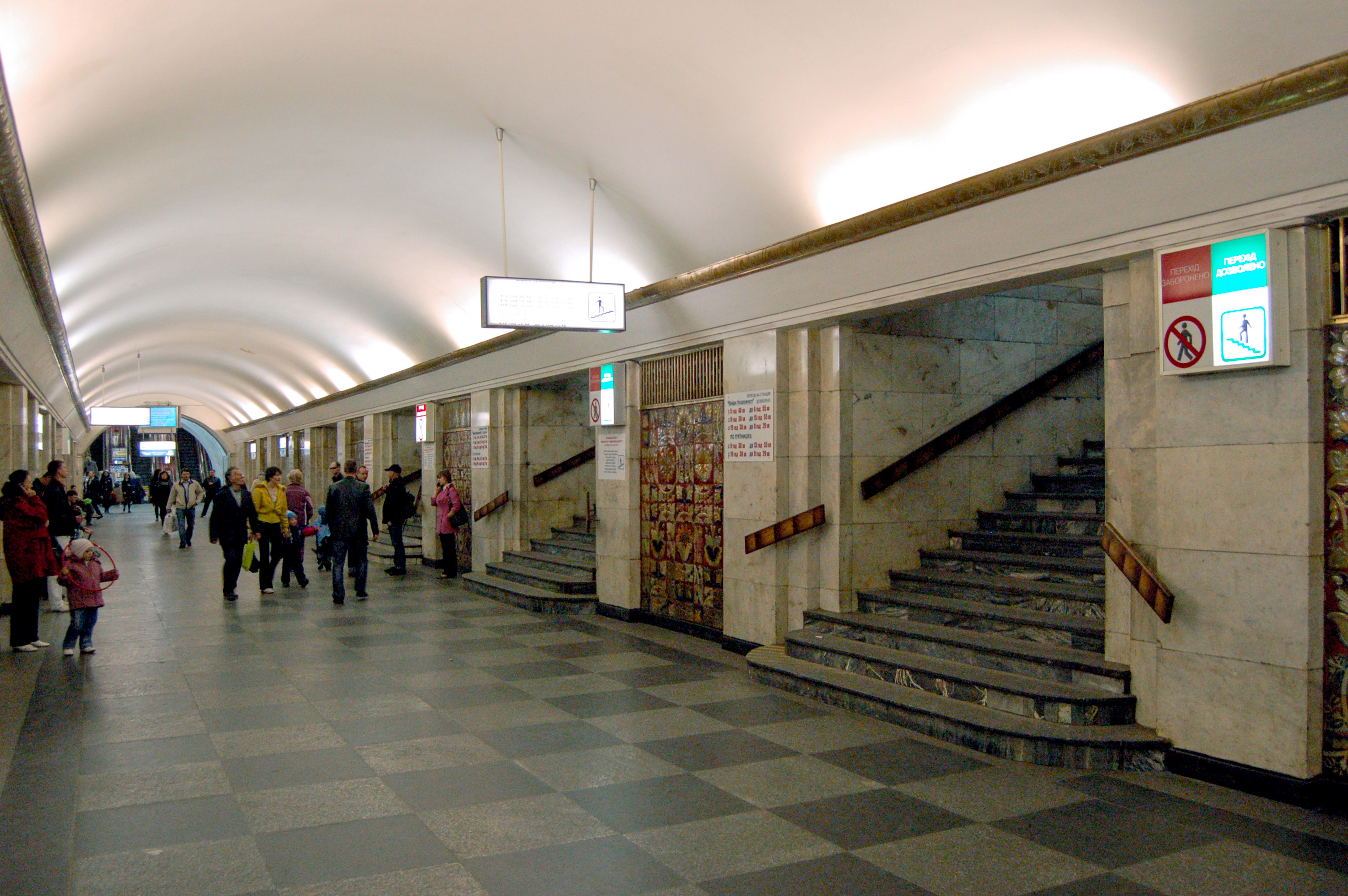
Центральний зал, сходи переходу № 1
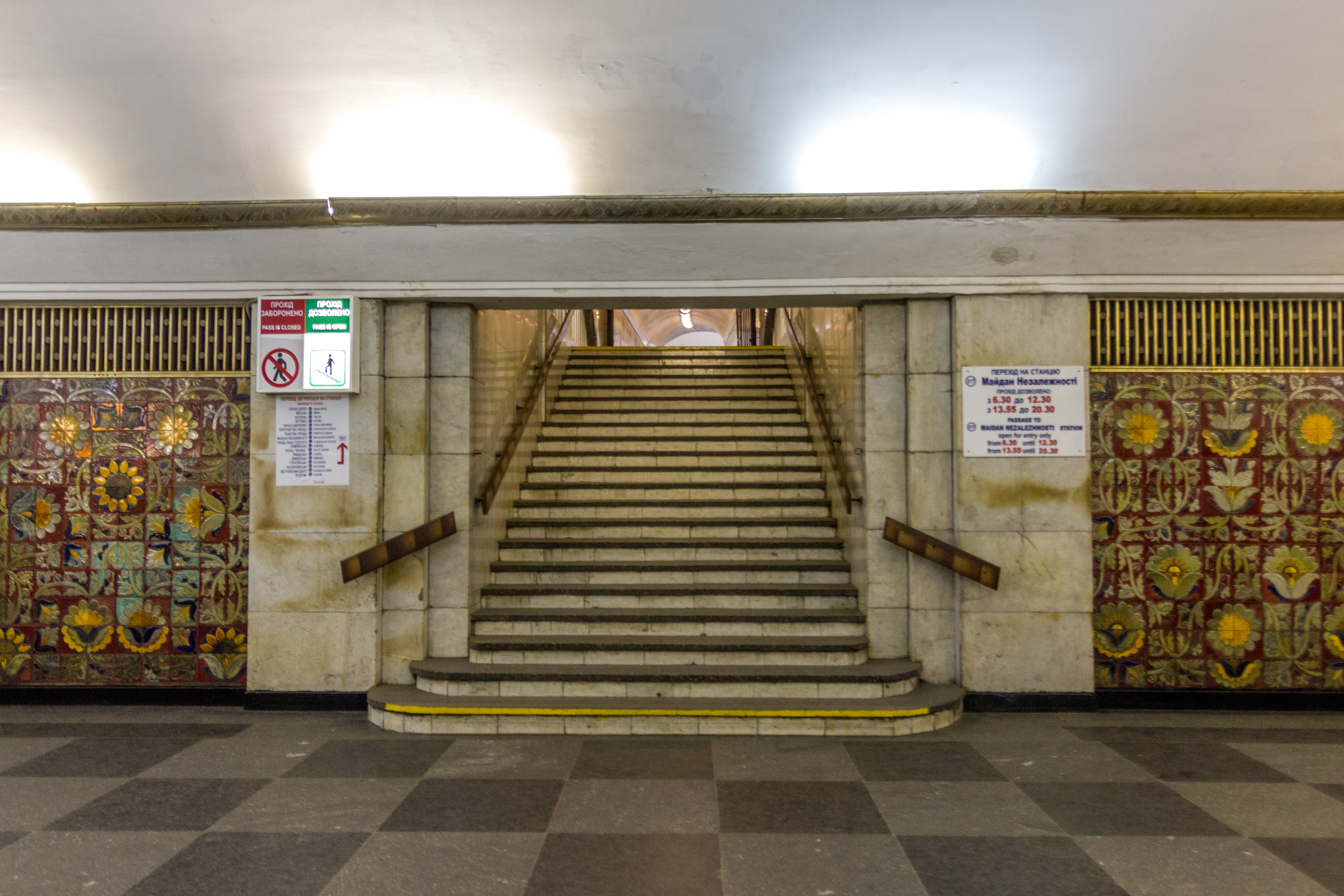
Форма пілонів
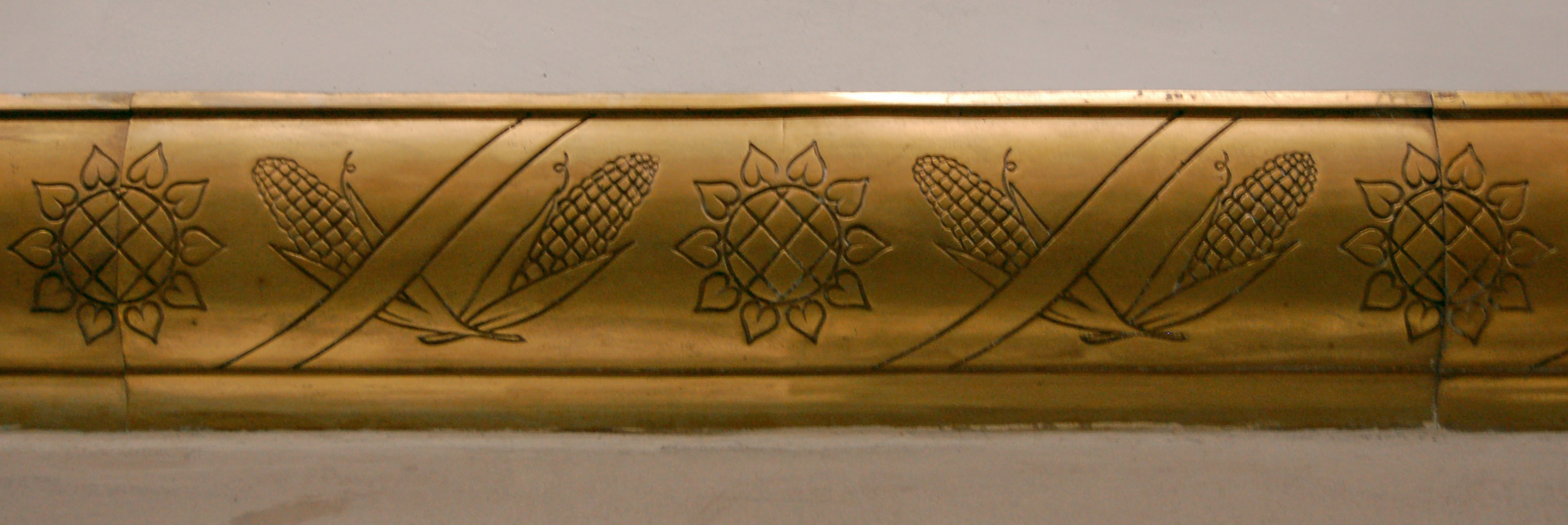
Карниз на станції з зображеннями кукурудзи та соняшника
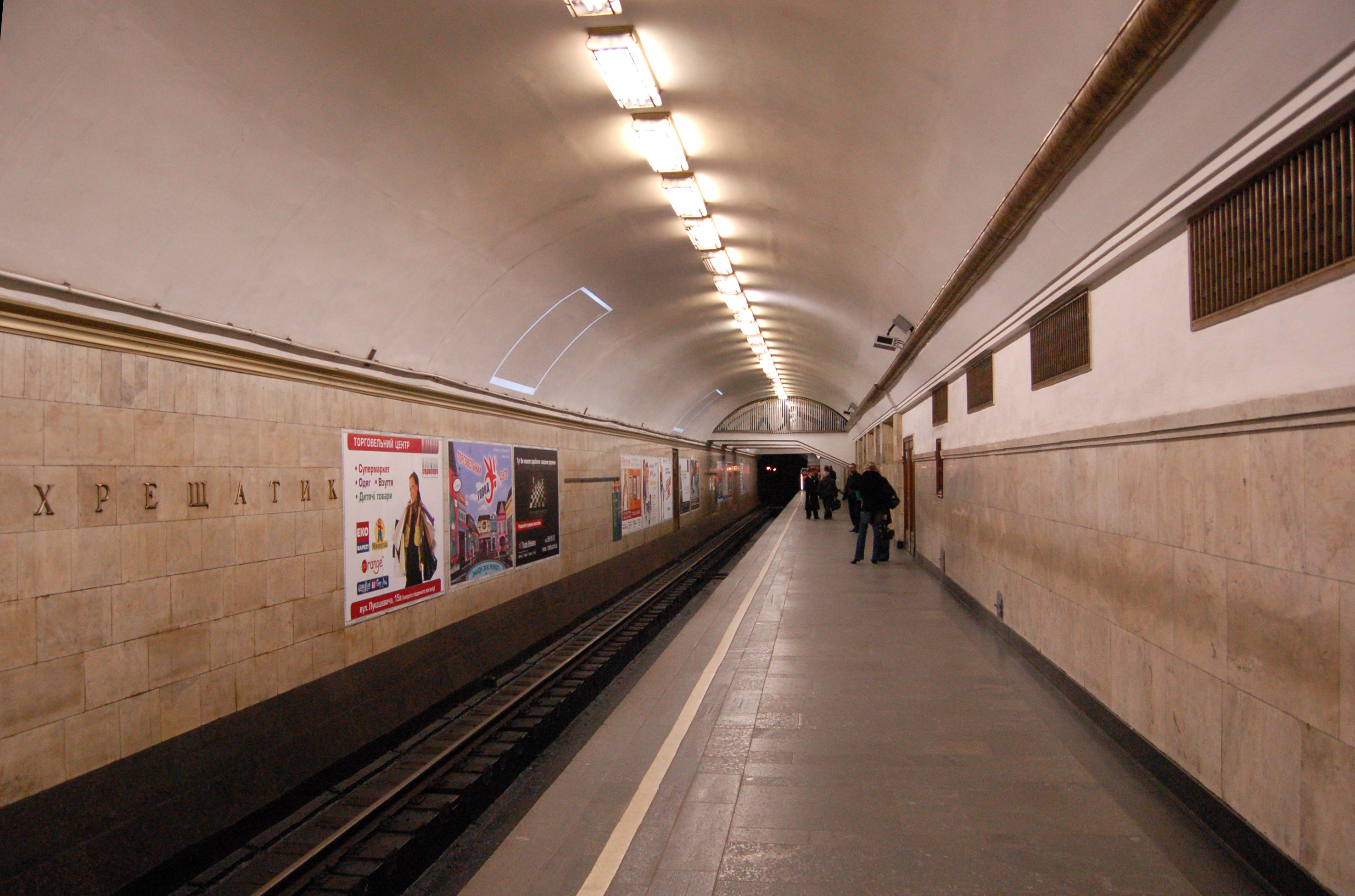
Посадкова платформа в бік станції «Театральна»
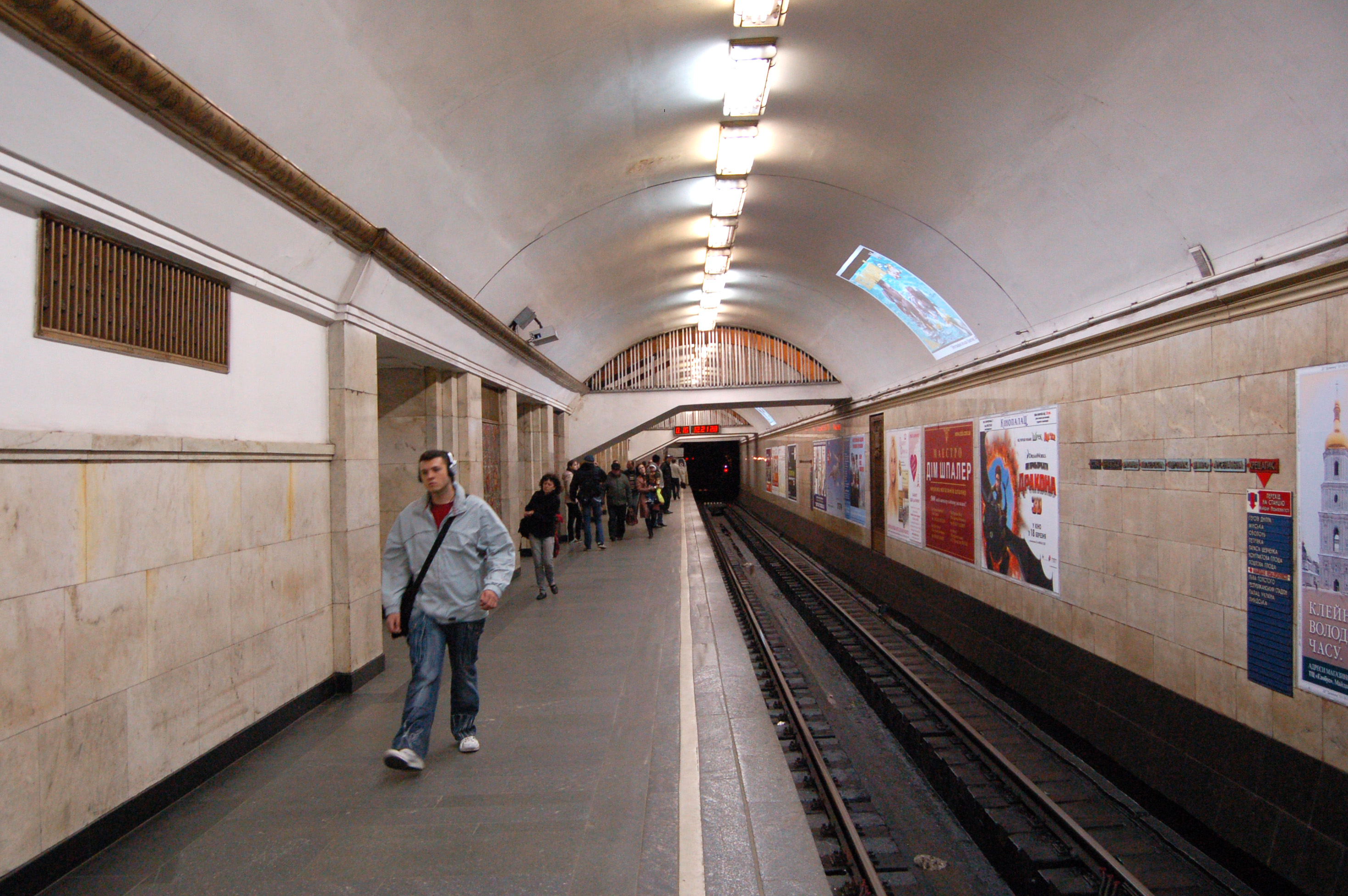
Посадкова платформа в бік станції «Арсенальна»
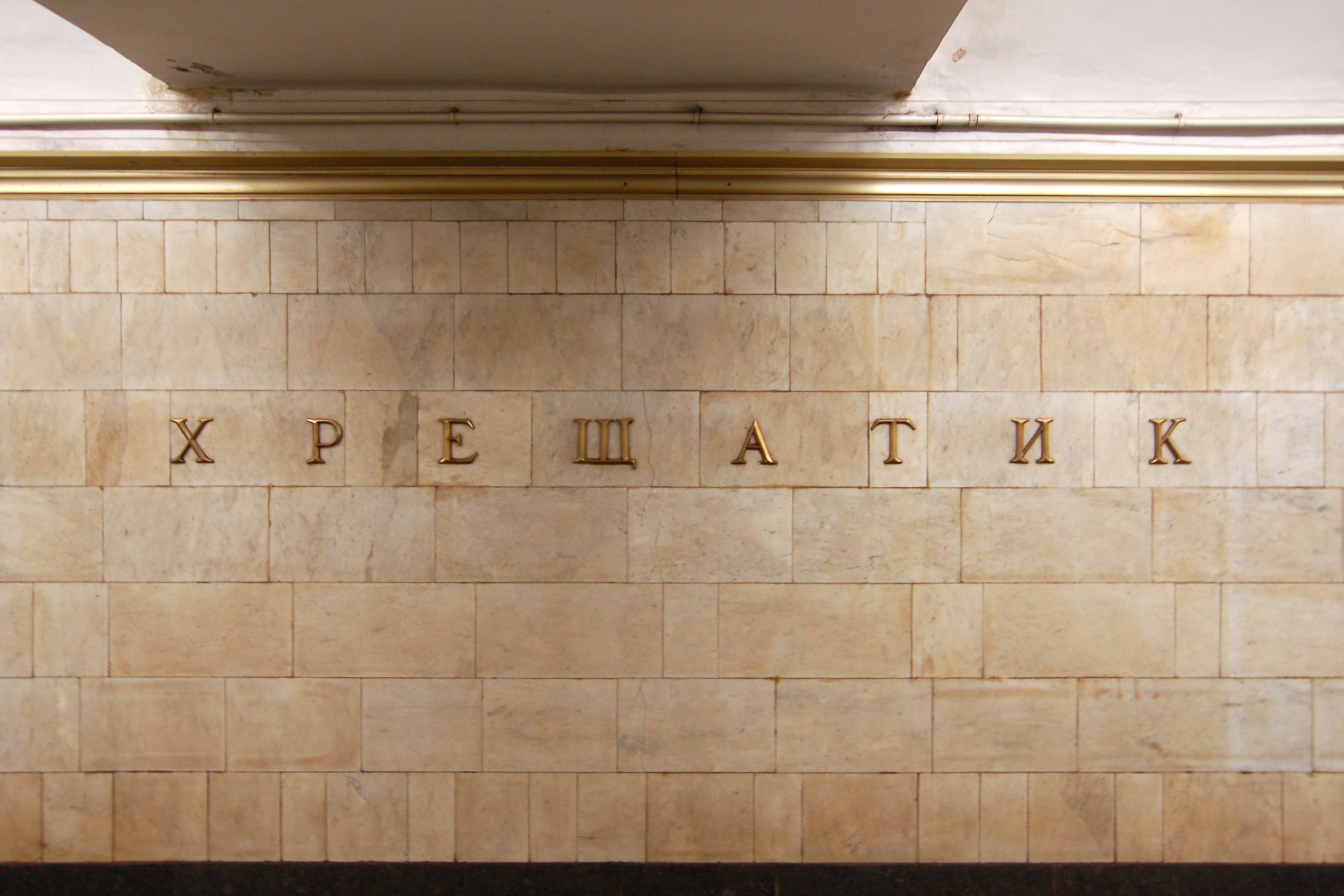
Назва на колійній стіні
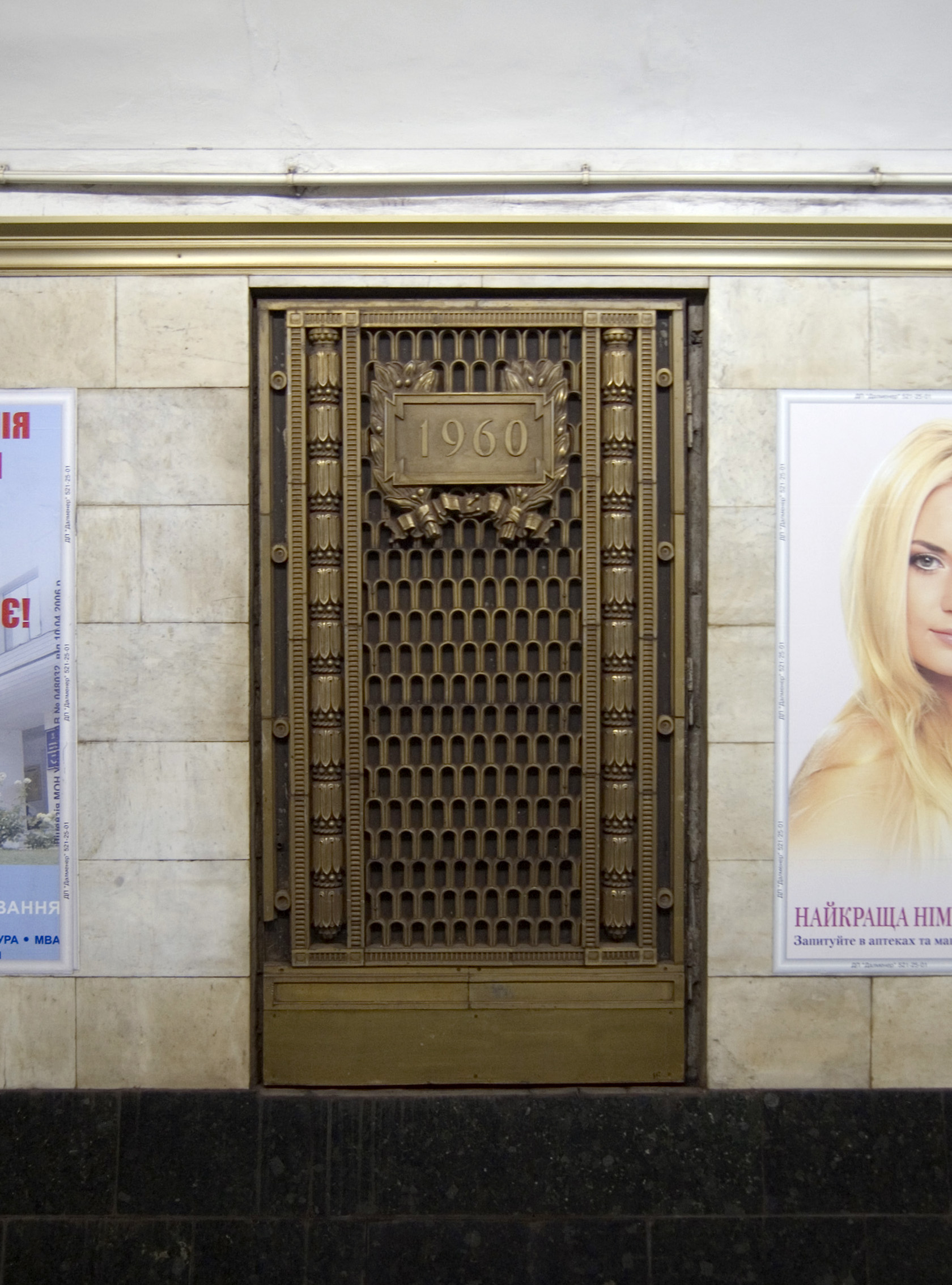
Дверцята на колійній стіні

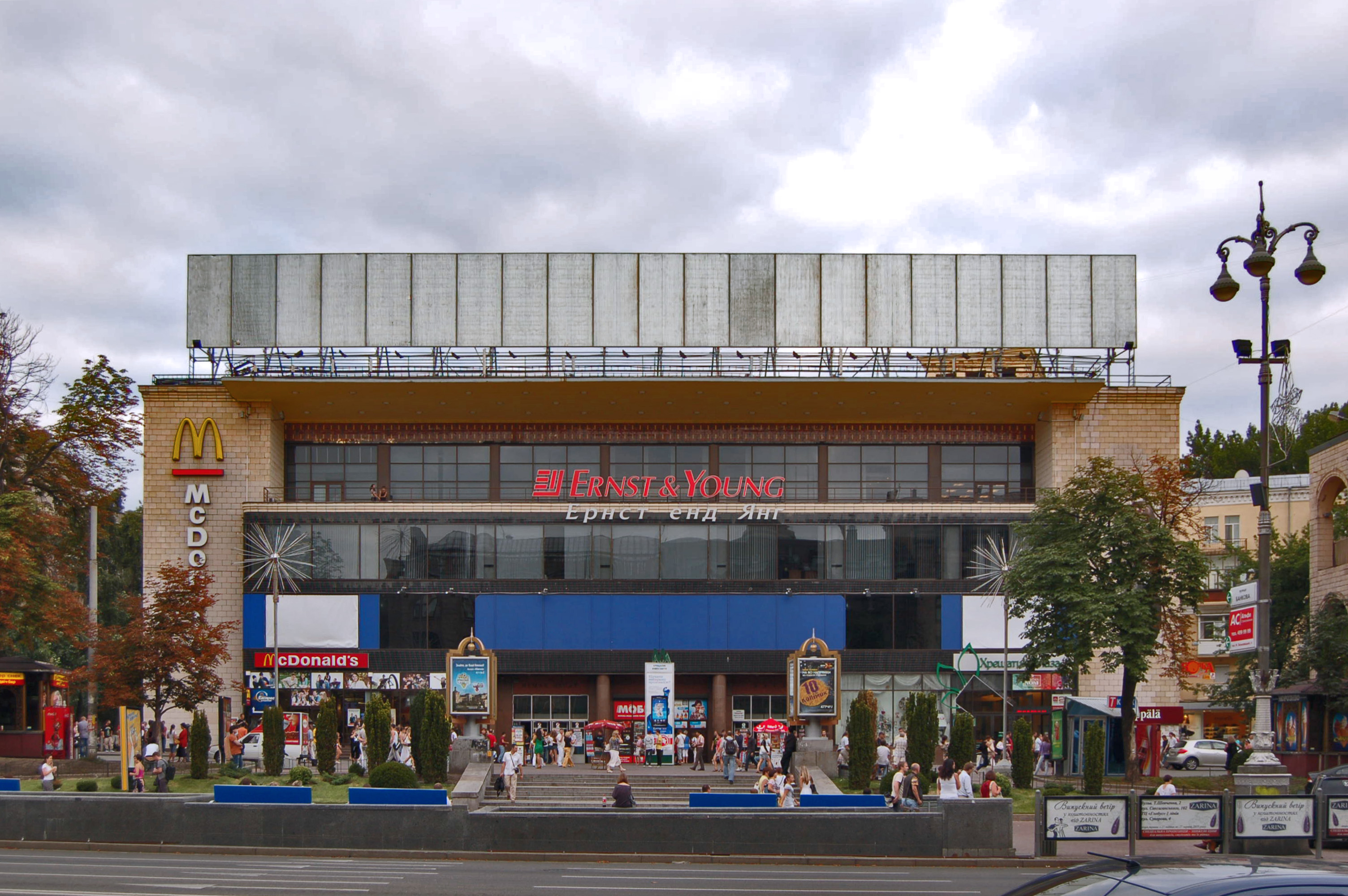
Наземний вестибюль на вул. Хрещатик
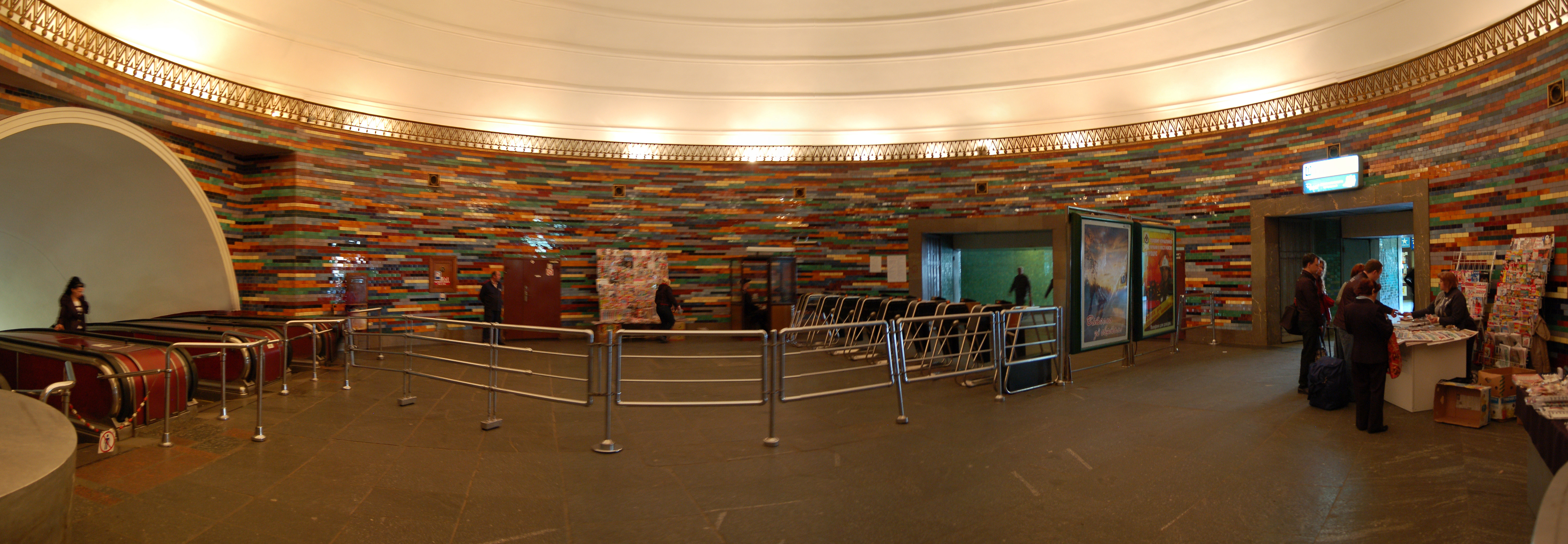
Інтер'єр наземного вестибюля на вул. Хрещатик
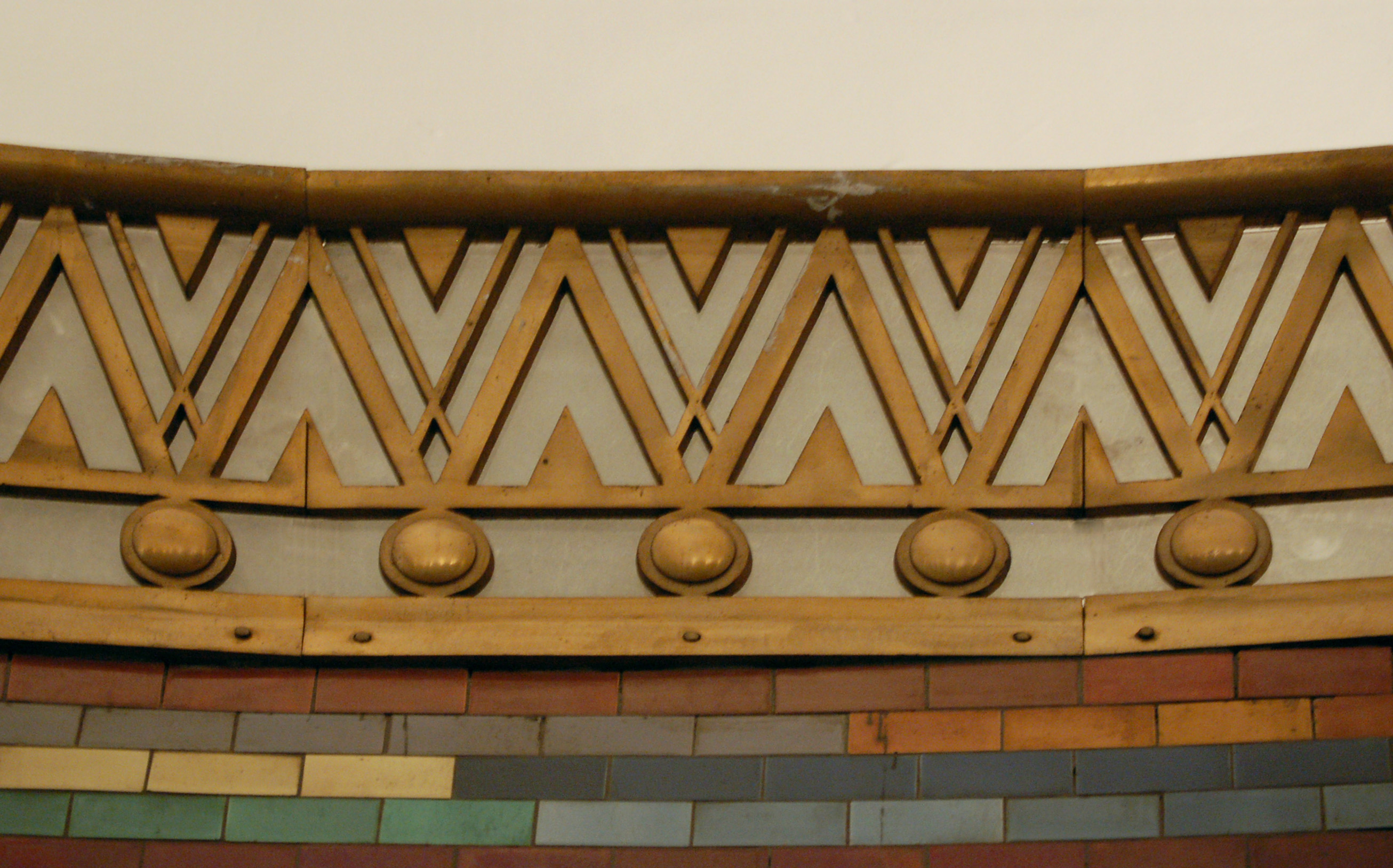
Карниз у наземному вестибюлі на вул. Хрещатик
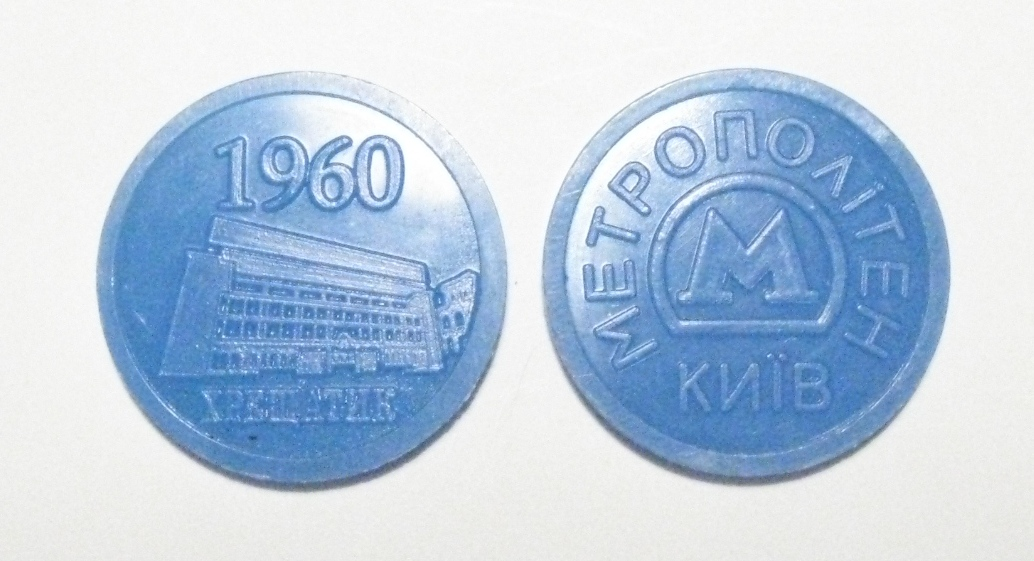
Ювілейний жетон з зображенням вестибюля станції метро «Хрещатик», виготовлений до 50-річчя метрополітену

Облицювання на пілонах
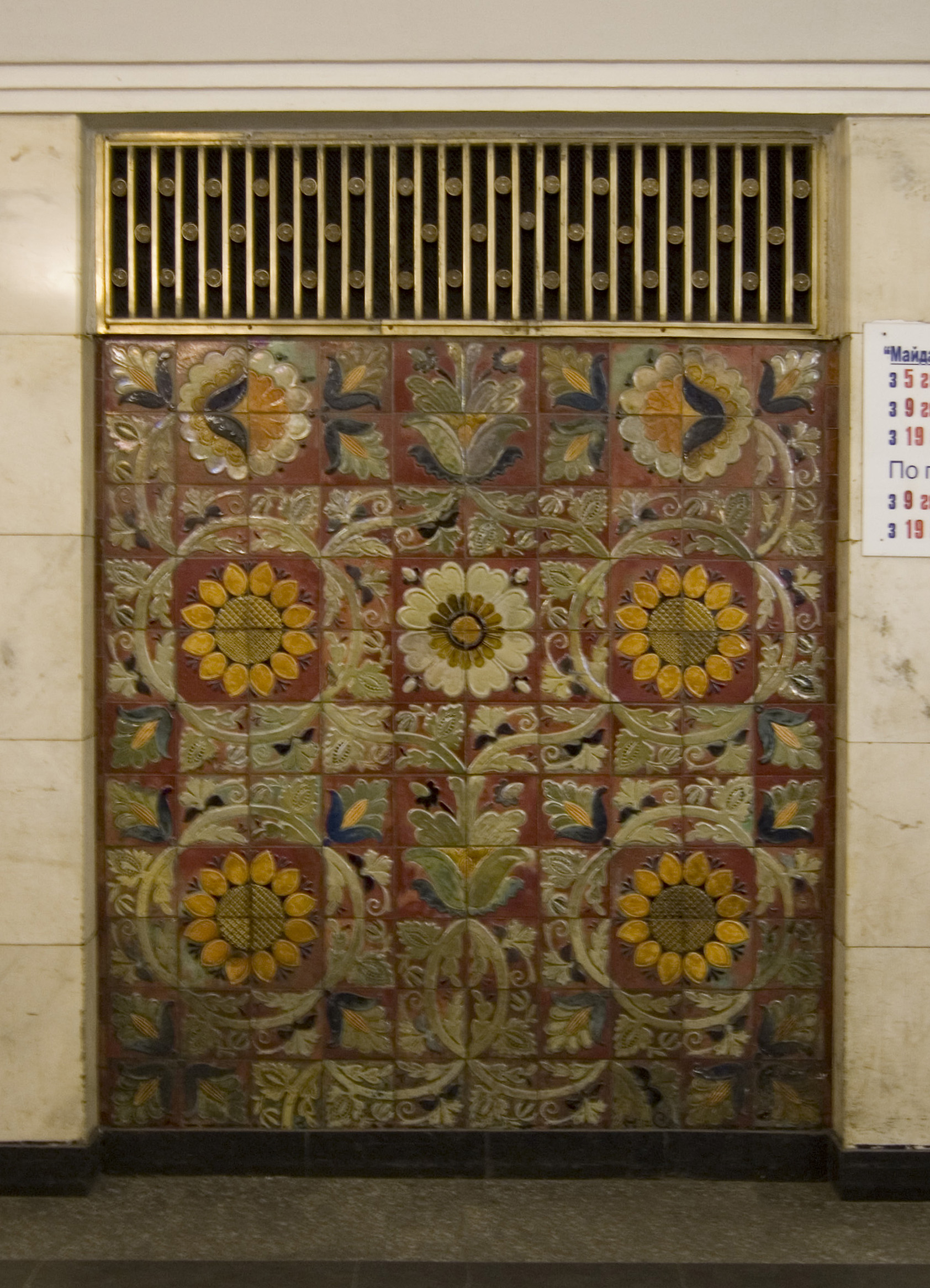
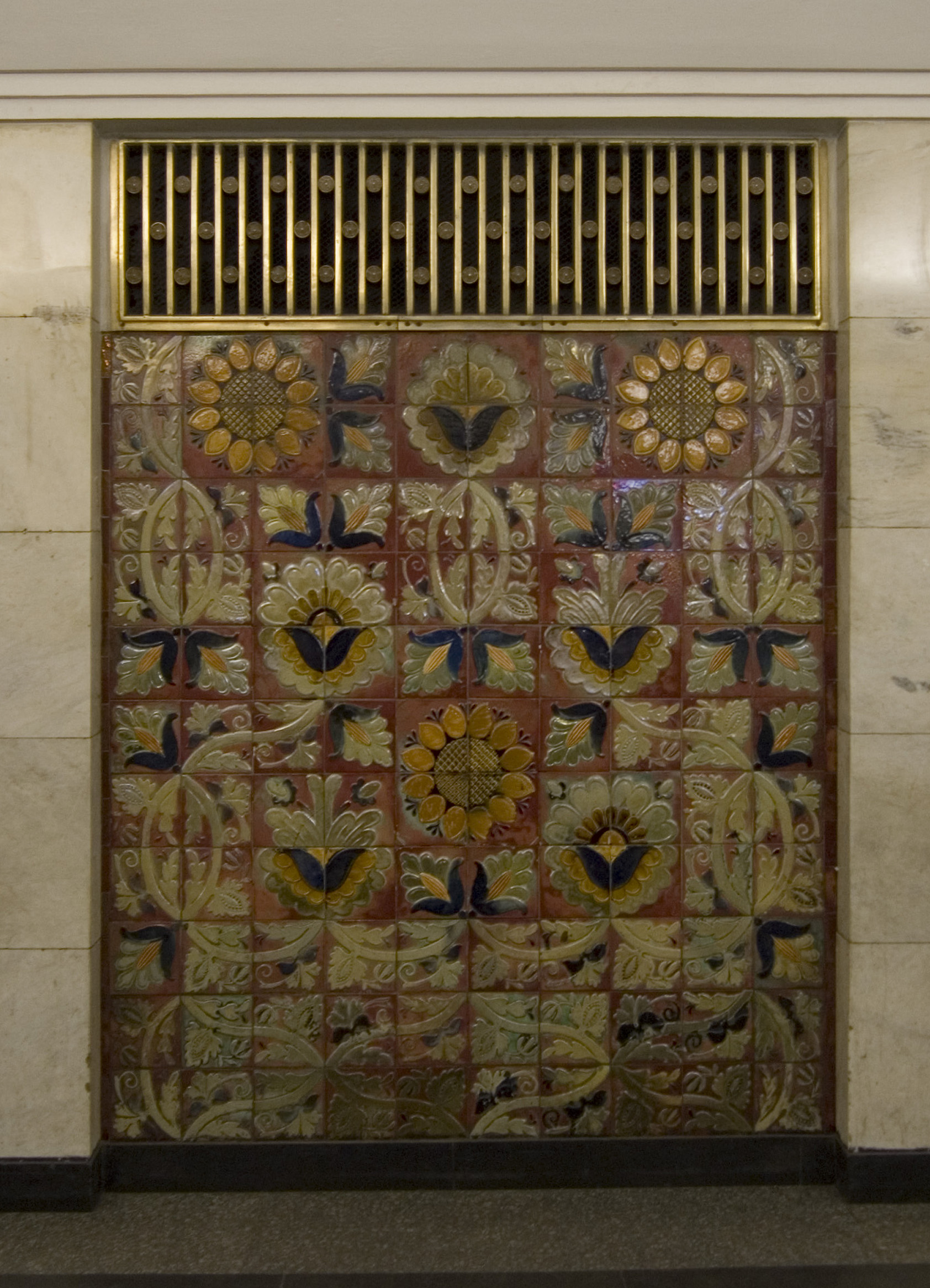
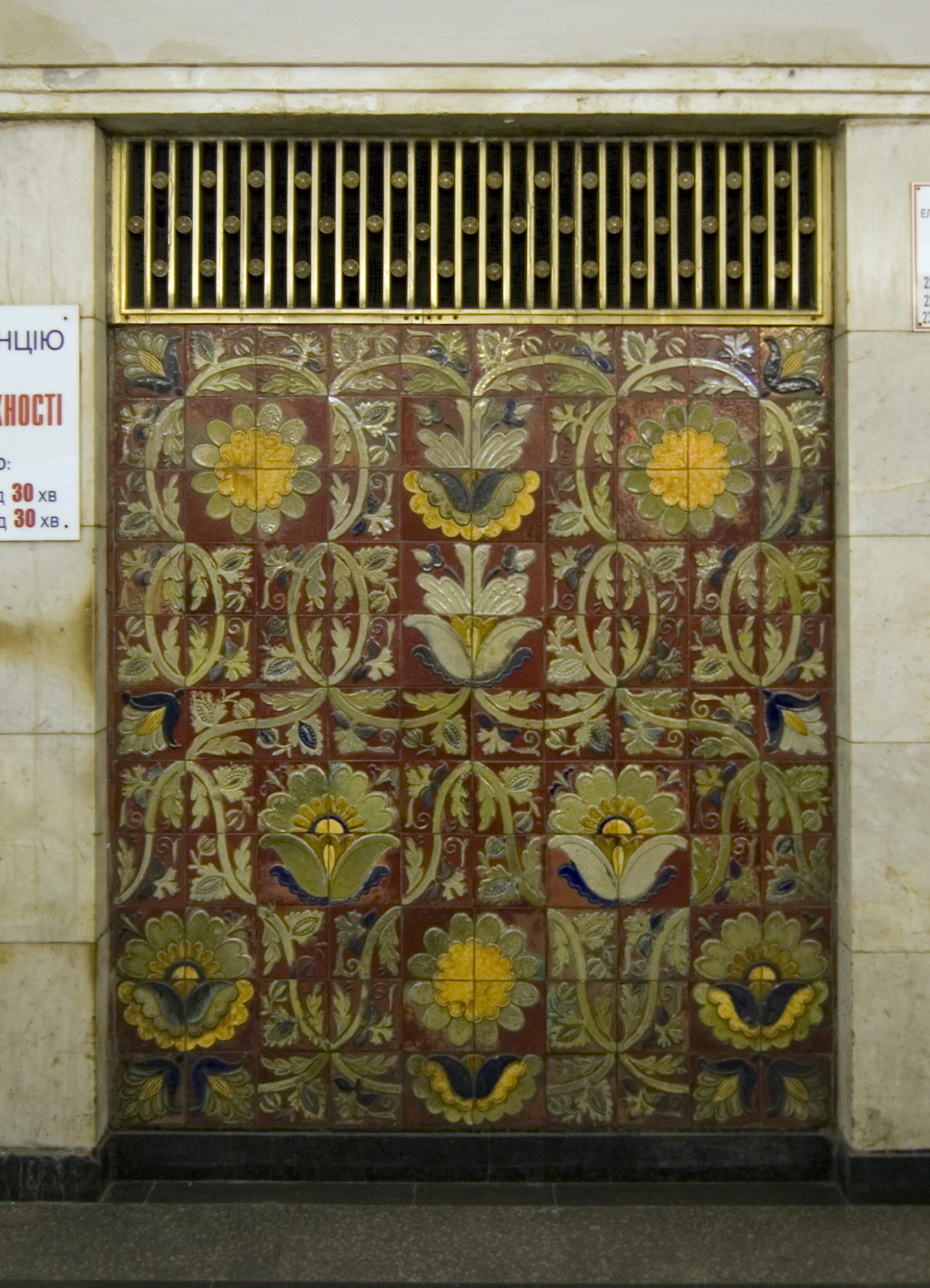
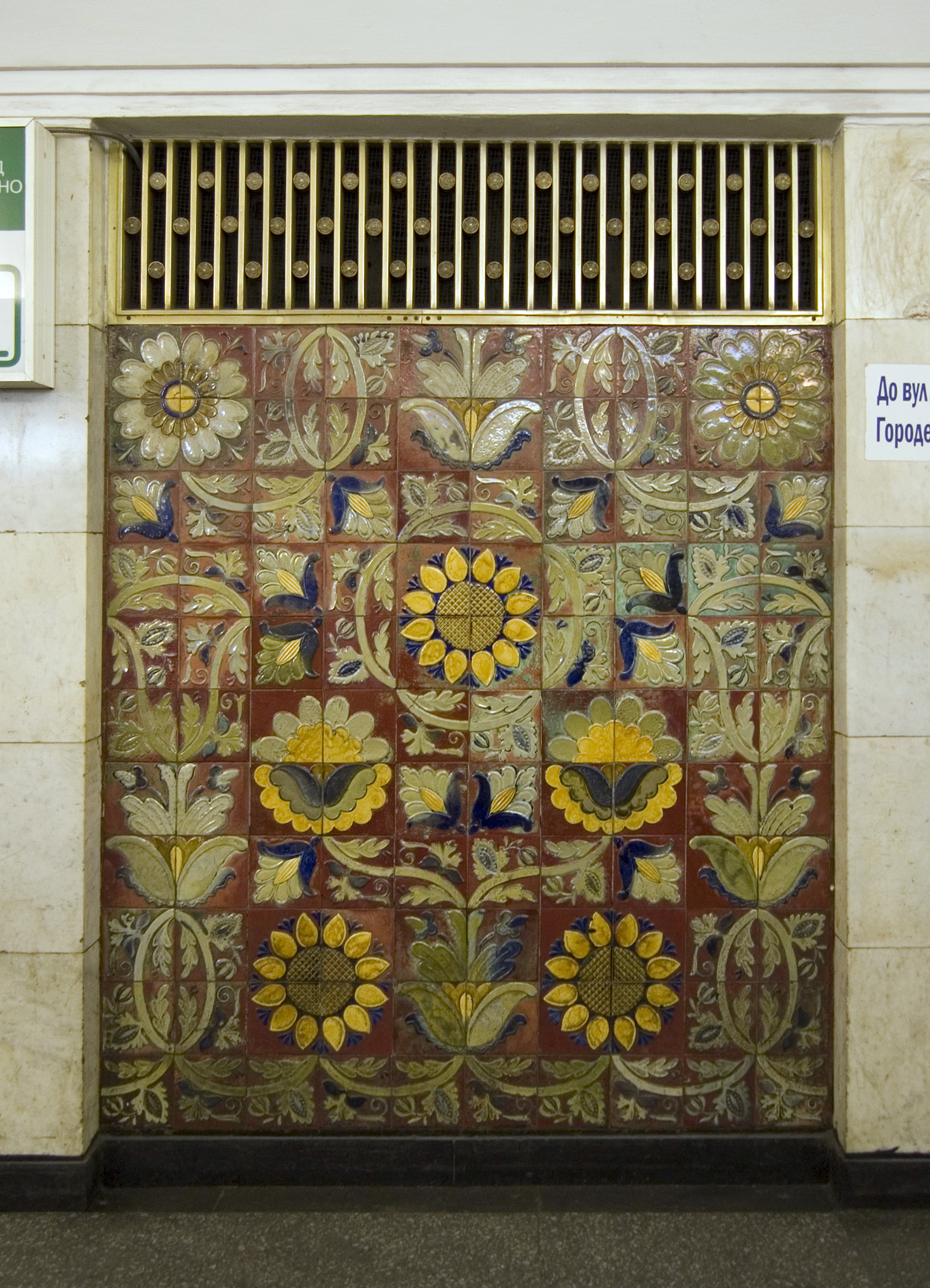

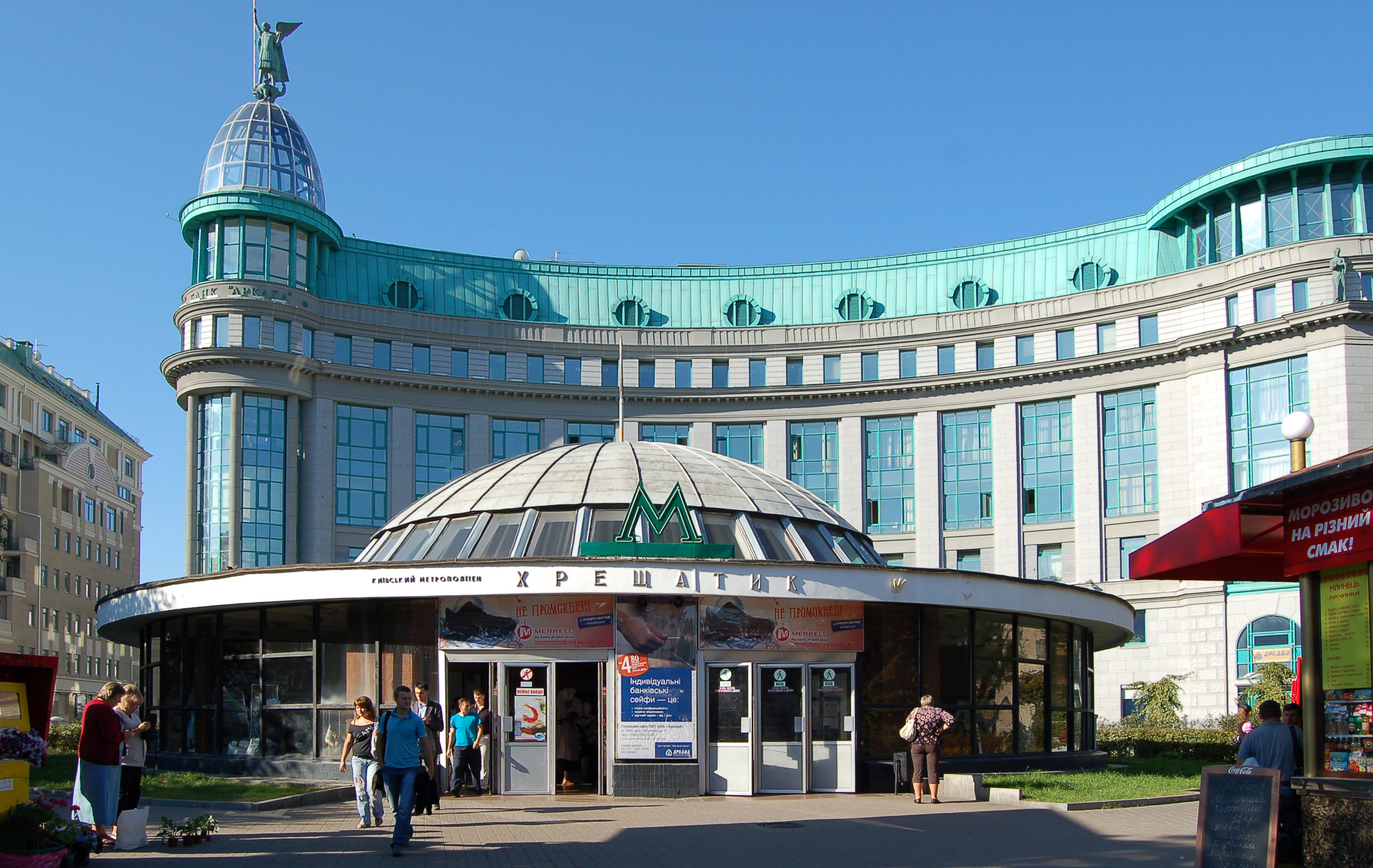
Наземний вестибюль на Інститутській вулиці
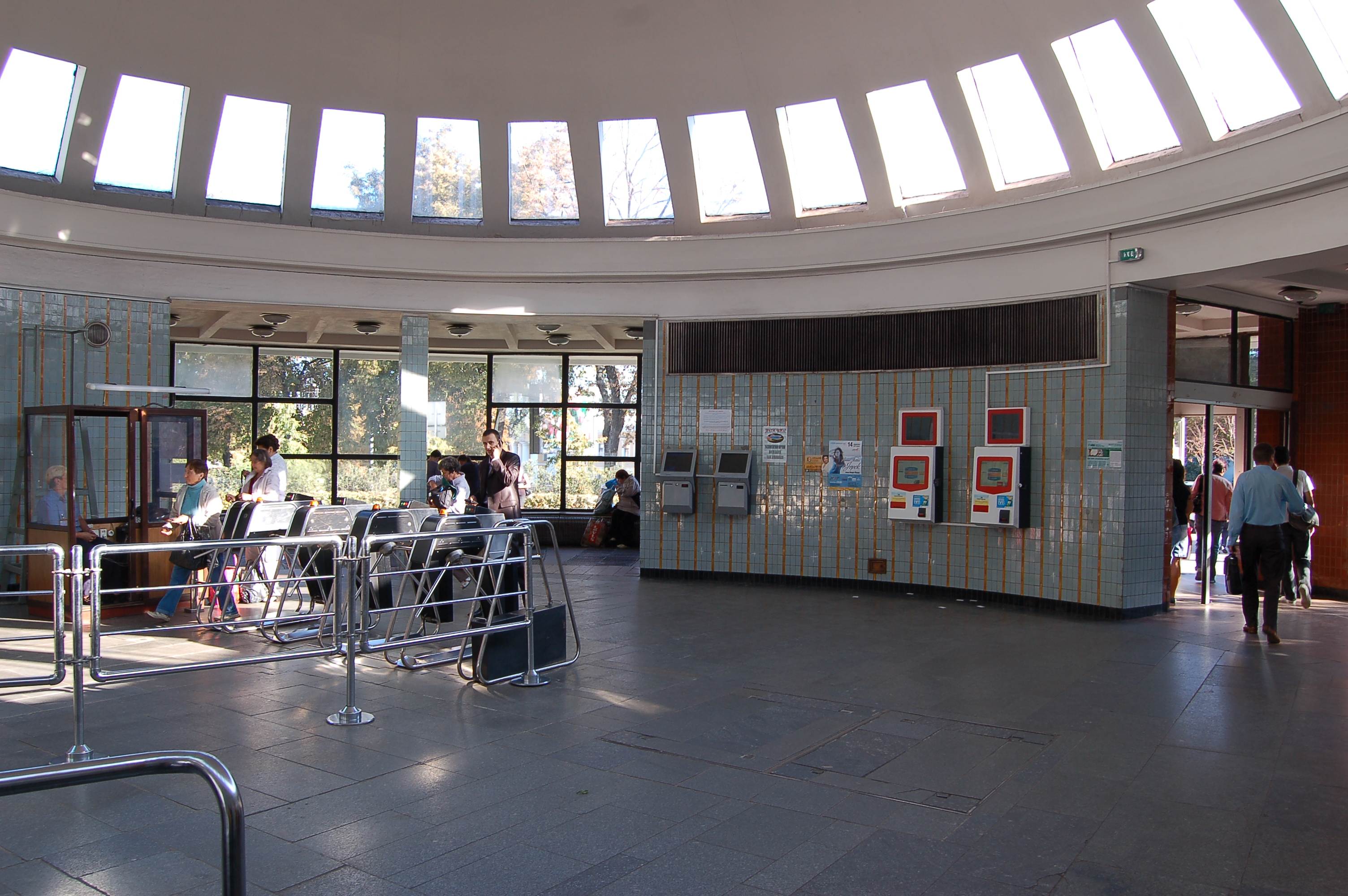
Інтер'єр вестибюля на Інститутській вулиці
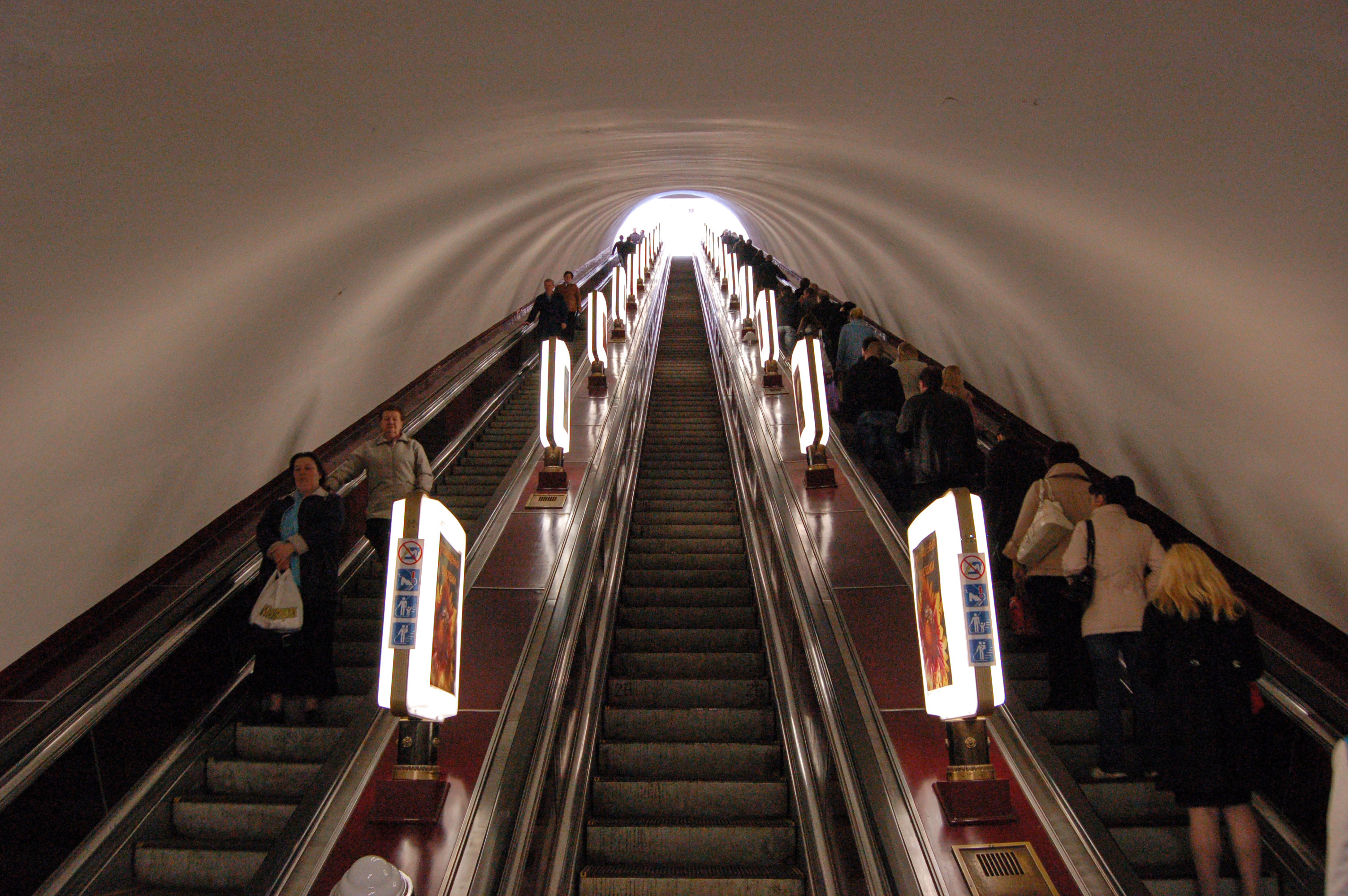
Верхній ескалаторний нахил, вихід на Інститутську вулицю
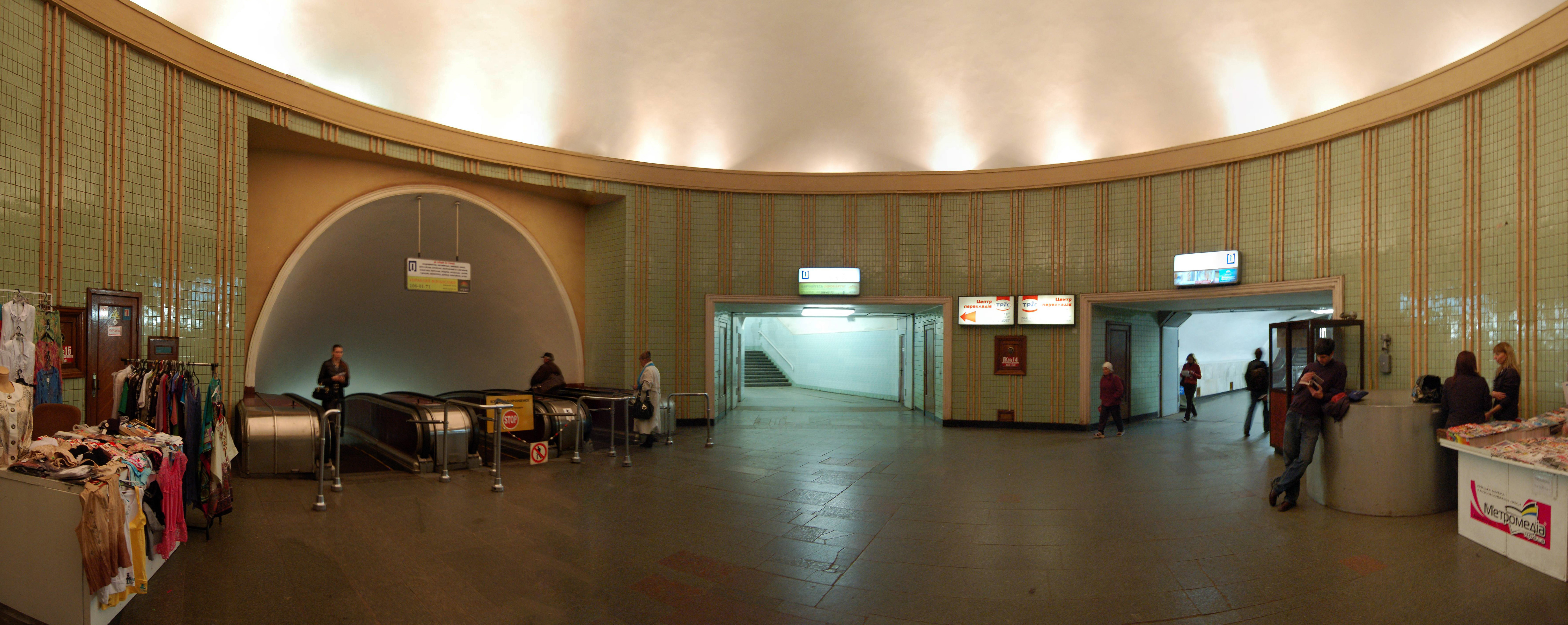
Панорама проміжного вестибюля східного ескалаторного нахилу
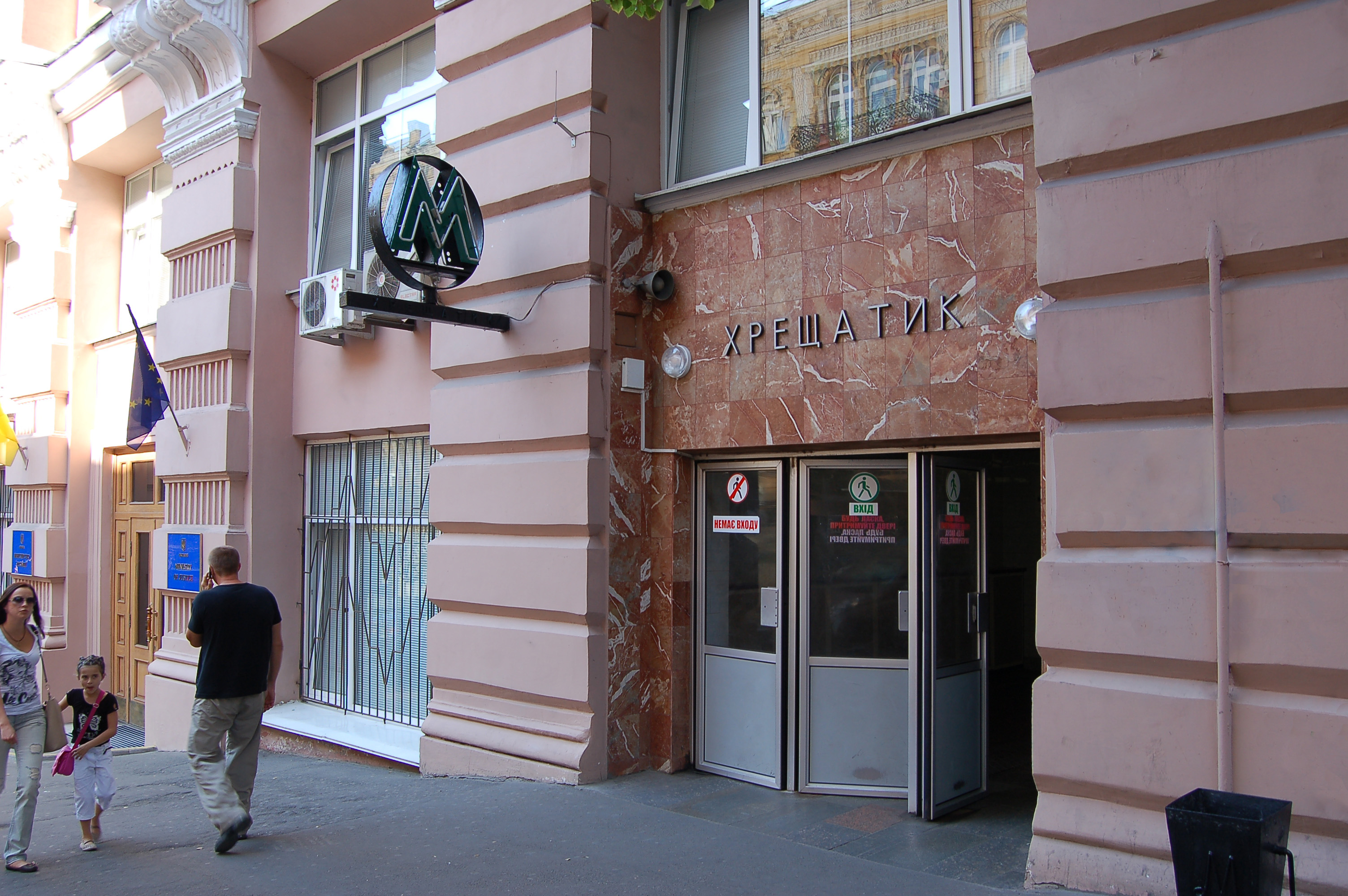
Вхід на вул. Архітектора Городецького
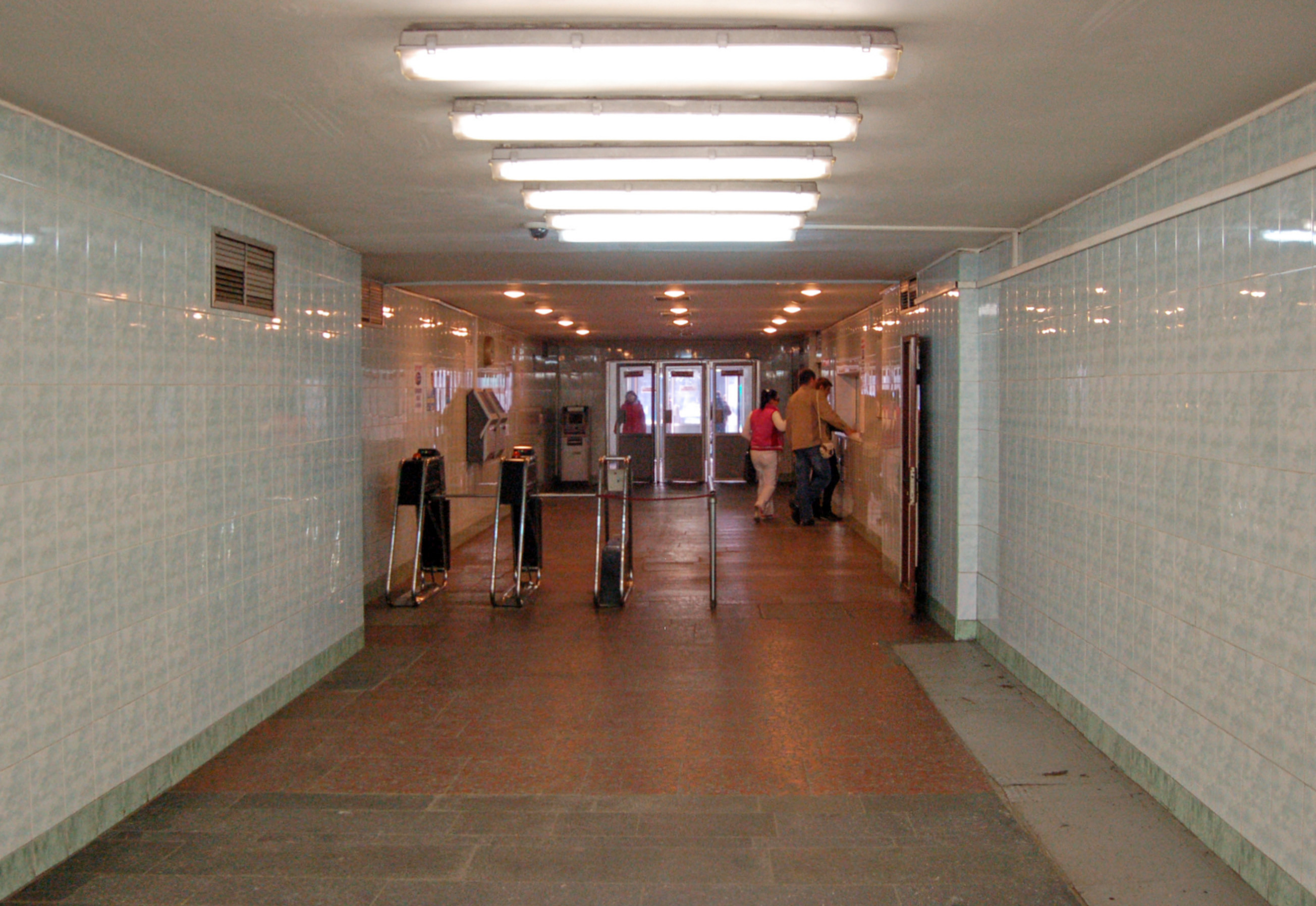
Інтер'єр вестибюля на вул. Архітектора Городецького, вигляд від платформи
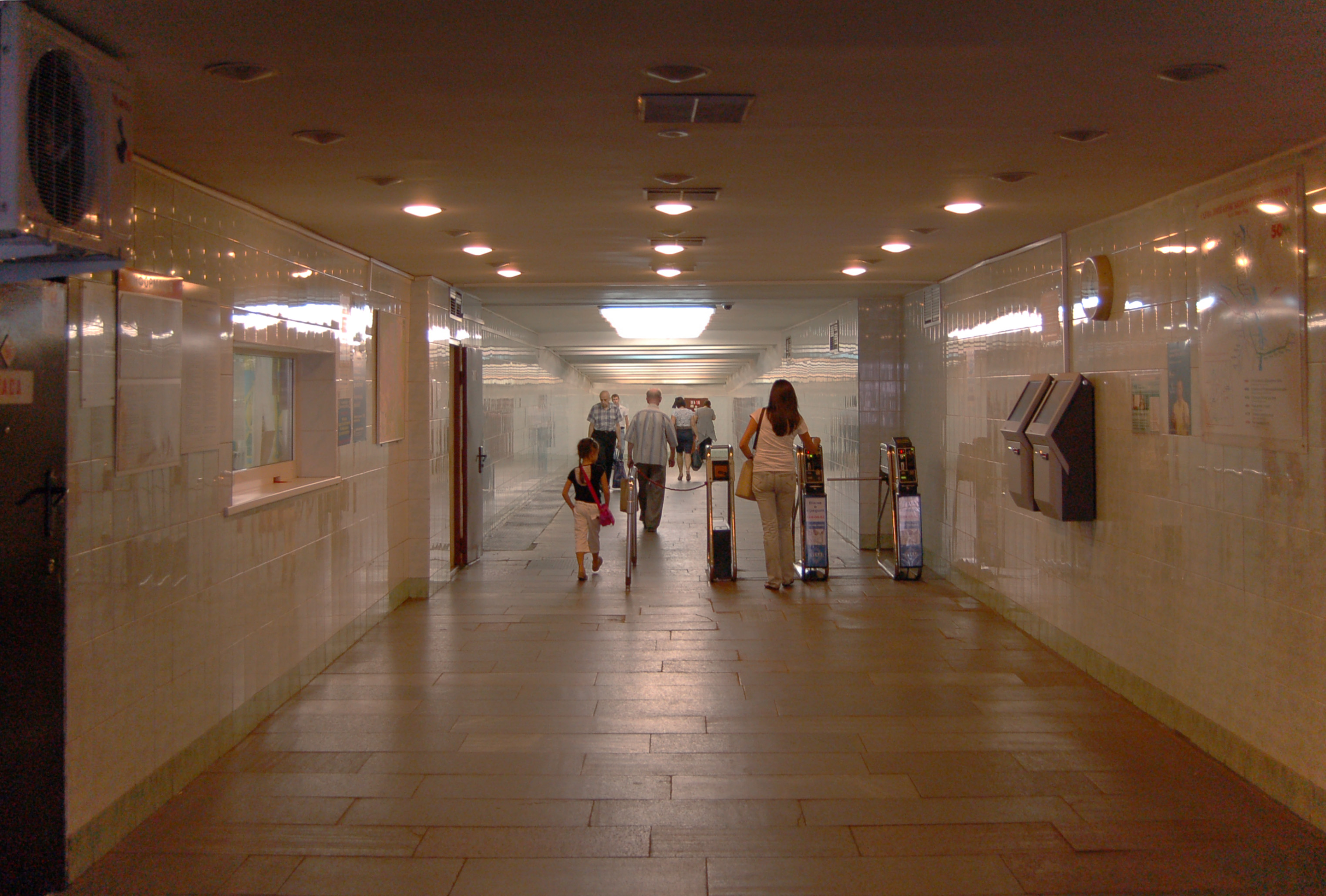
Інтер'єр вестибюля на вул. Архітектора Городецького, вигляд в бік платформи

Пересадковий вузол № 1
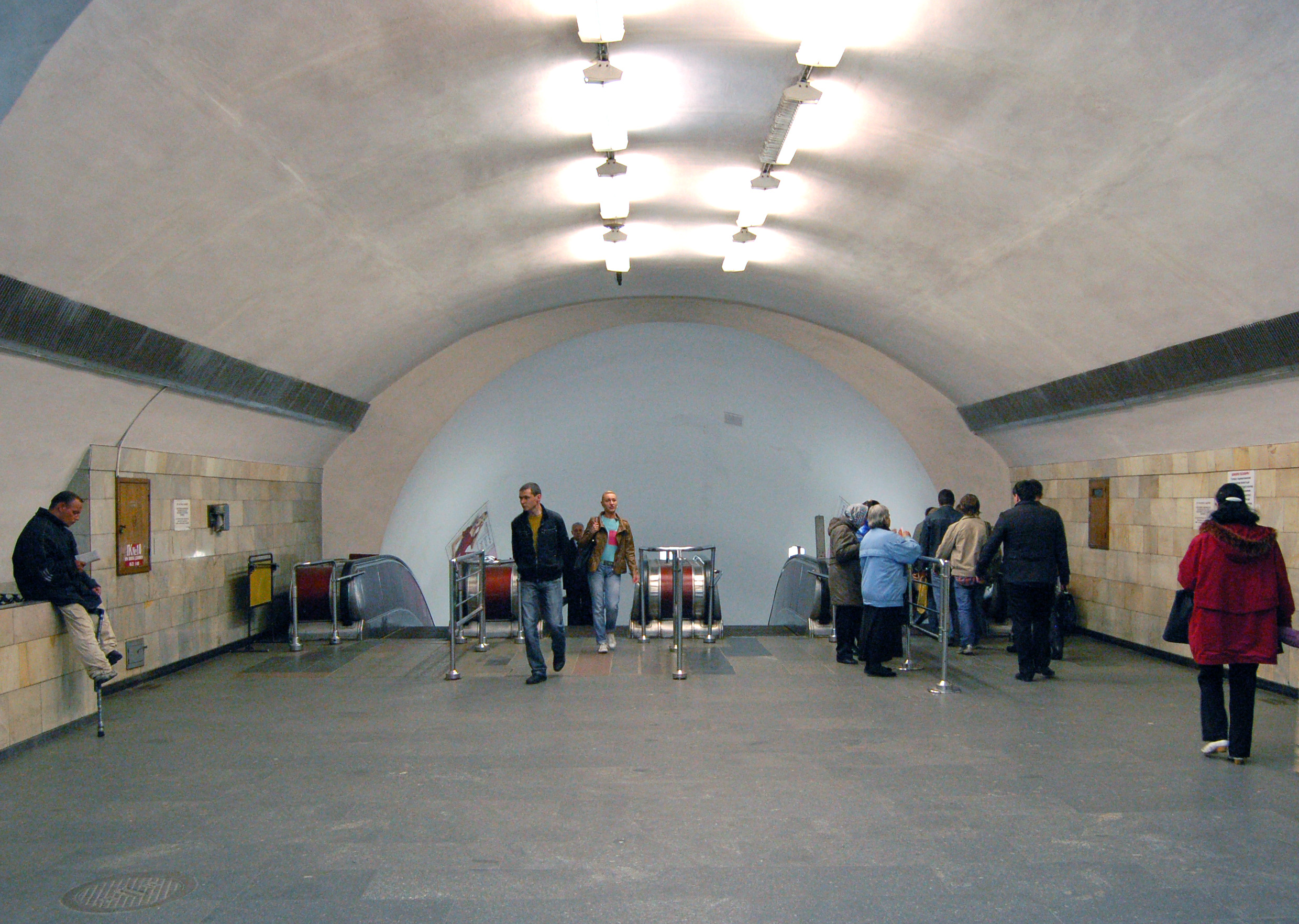
Аванзал біля ескалаторів
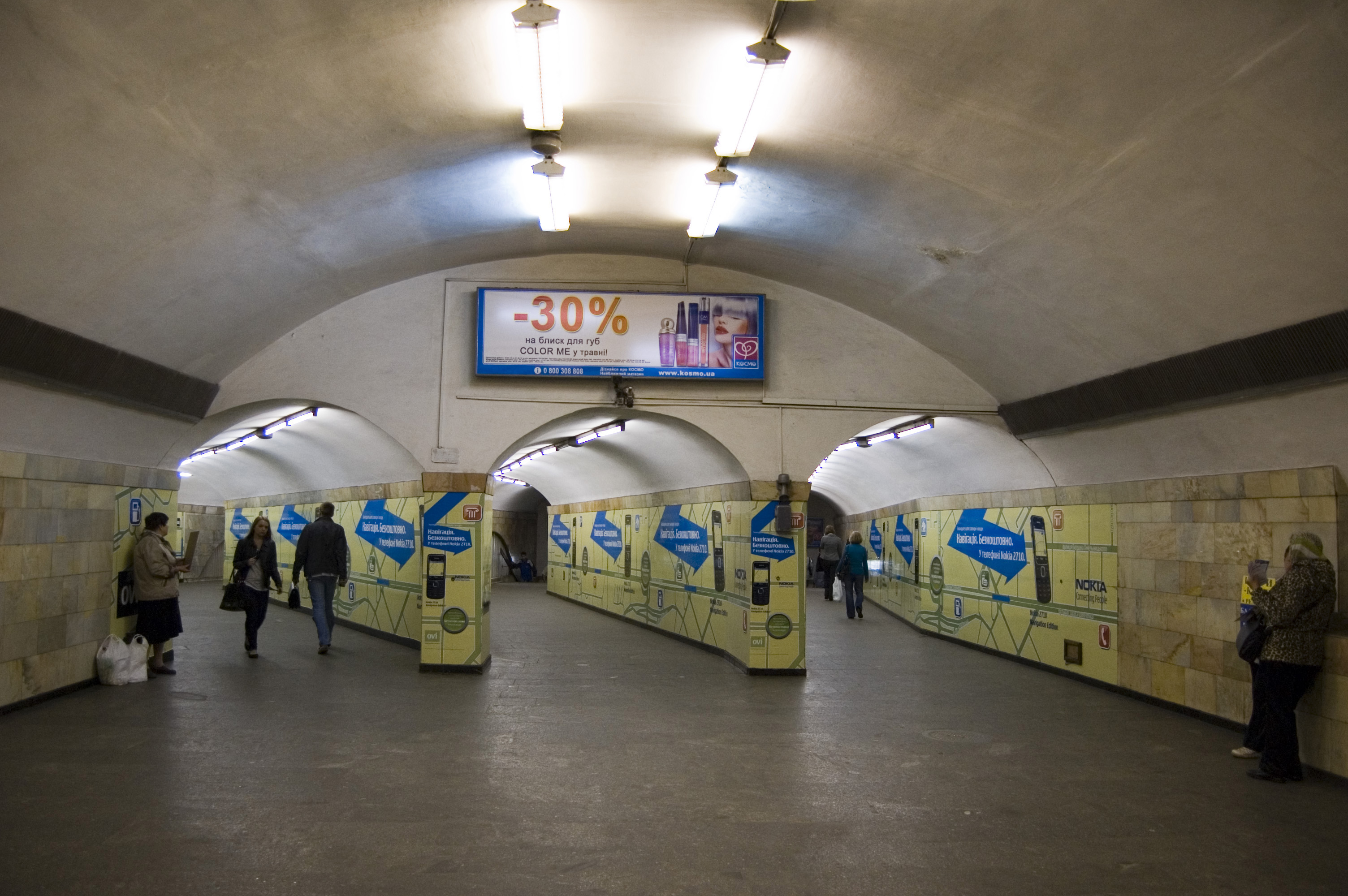
Аванзал біля ескалаторів, вигляд в бік станції «Хрещатик»

Пересадковий вузол № 2 (пішохідний)
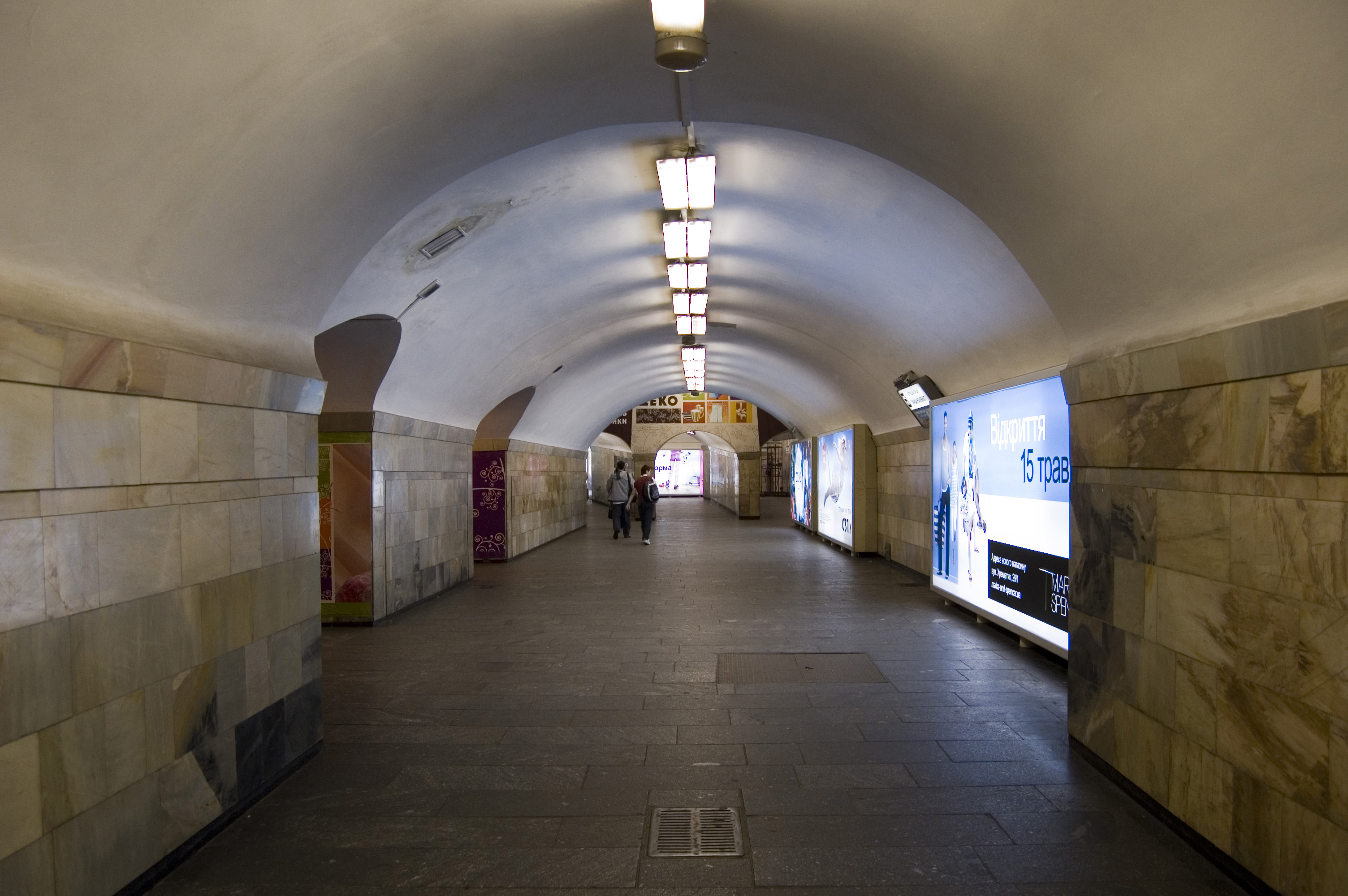
Аванзал біля станції «Хрещатик»
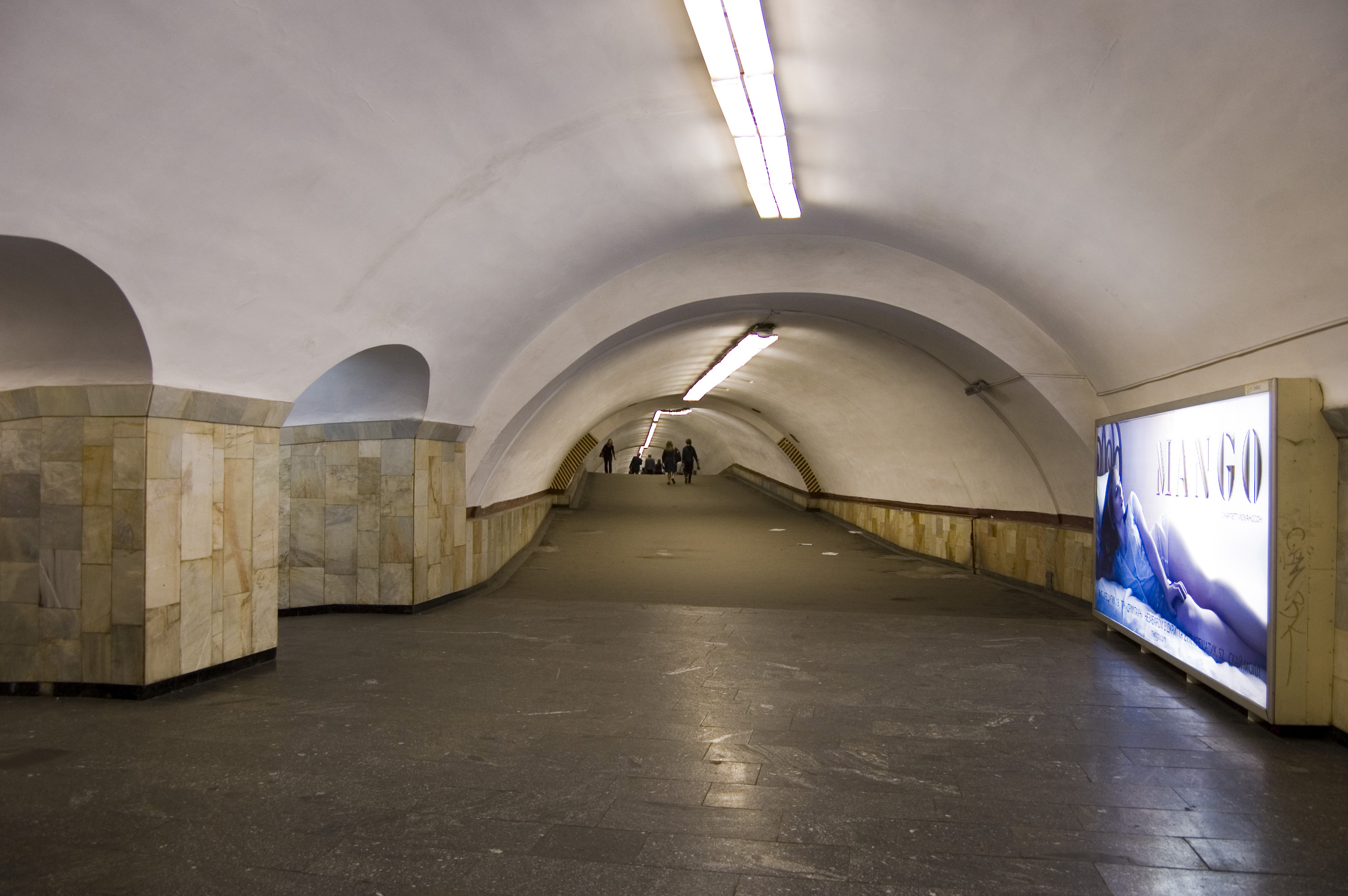
Аванзал проміжний
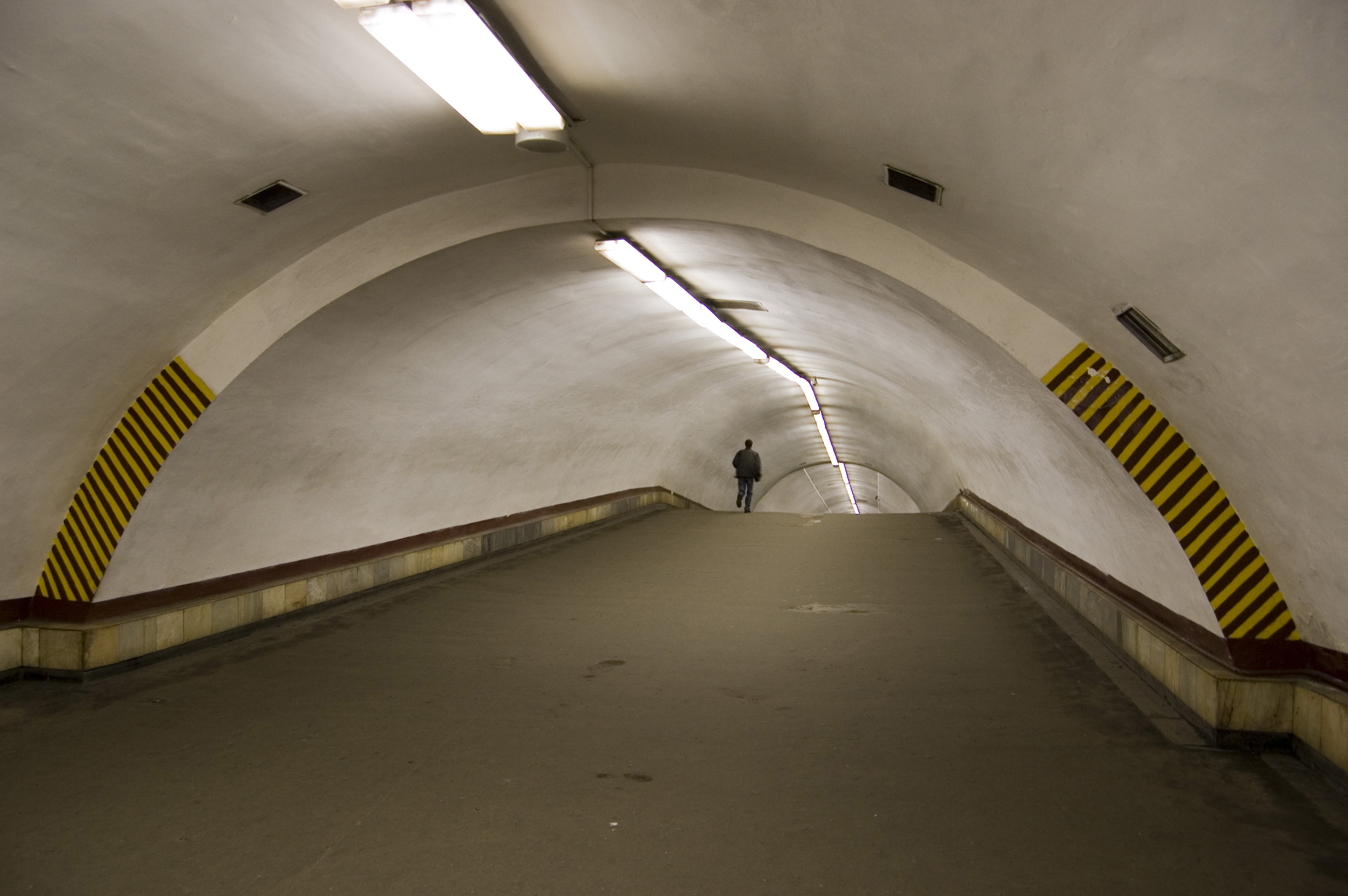
Пішохідний тунель
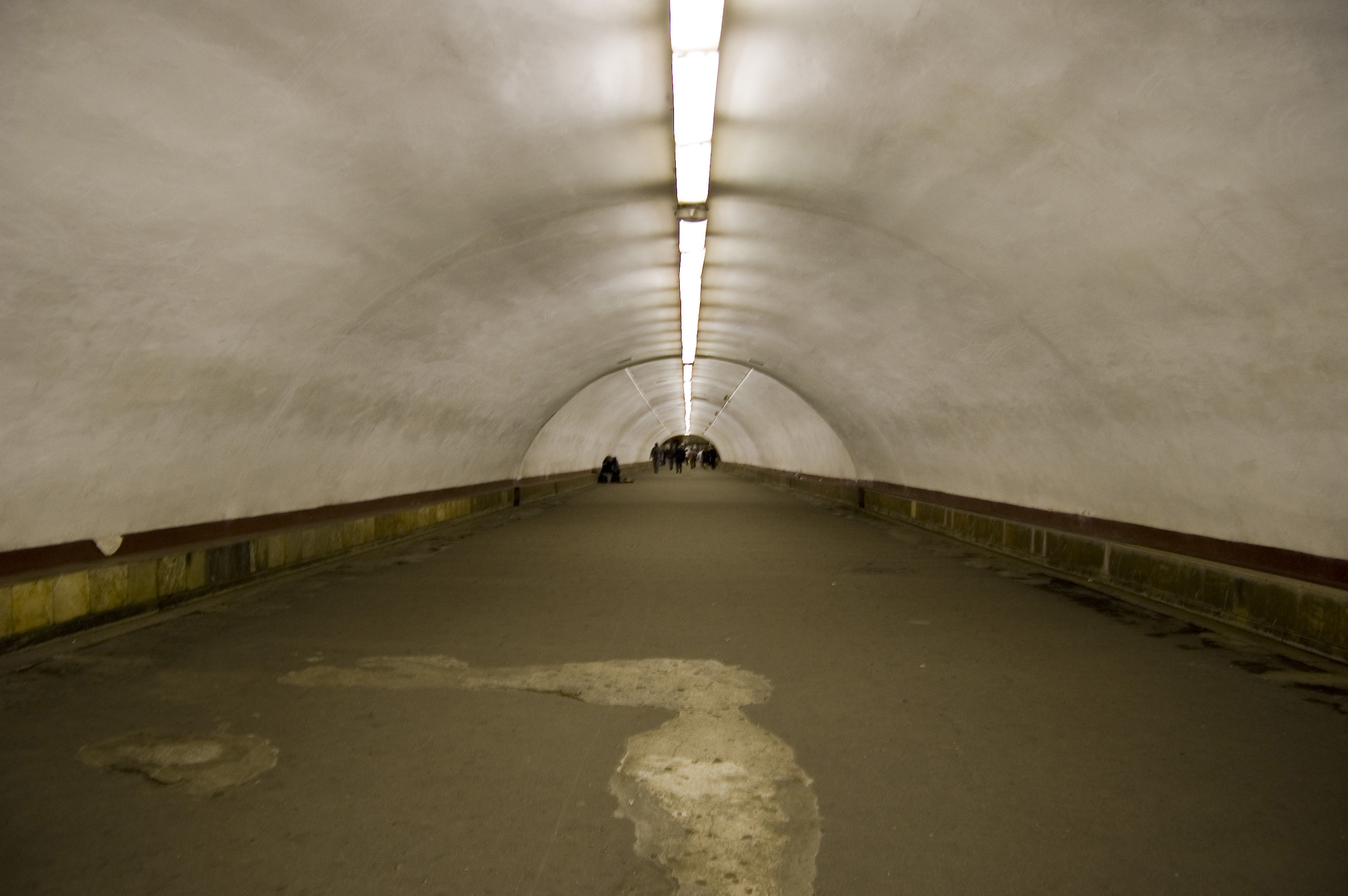
Пішохідний тунель
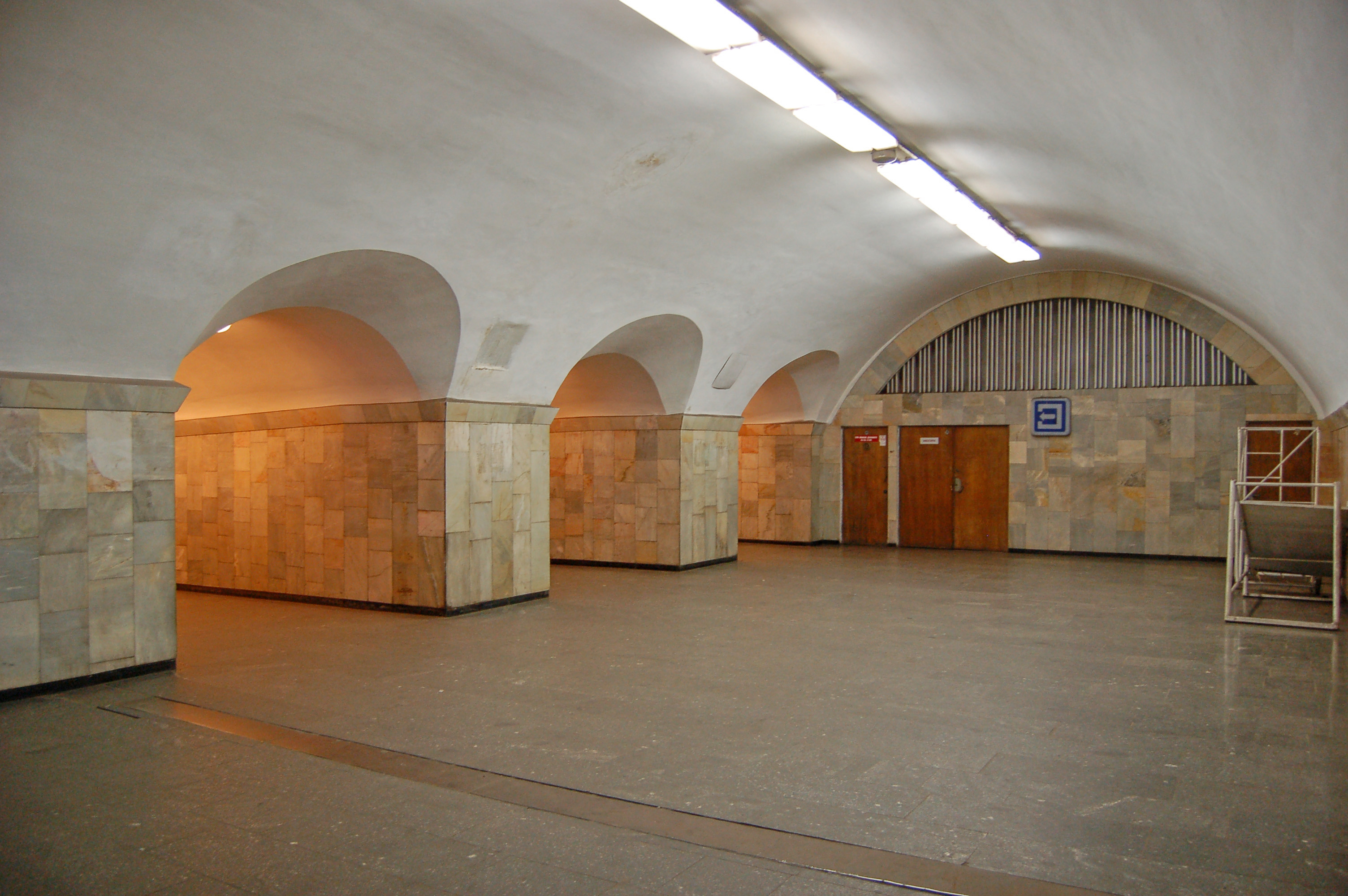
Аванзал біля станції «Майдан Незалежності»